# Das Jüngste Gericht (Moldovița)

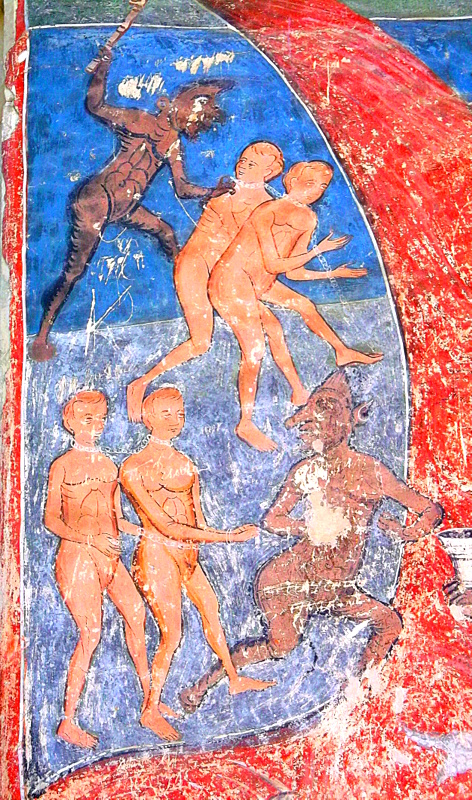
Teil eines Freskos am Kloster Moldovița in Rumänien

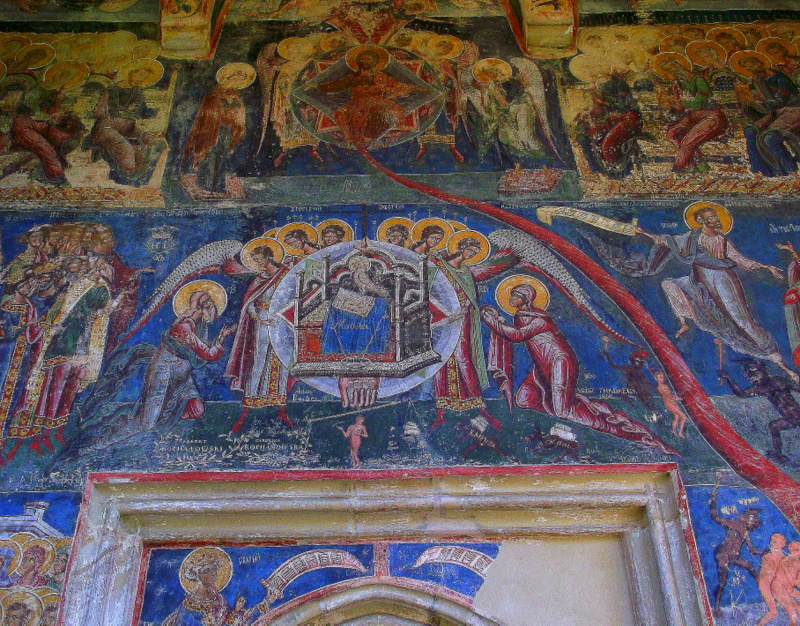
Detail aus Das letzte Urteil (Judecatii de Apoi) über der Tür des Klosters Moldovița

Das Jüngste Gericht (rumänisch: Judecata de Apoi) ist ein Fresko von Toma von Suceava am Kloster Moldovița in Rumänien.
Das Jüngste Gericht erstreckt sich über die Westwand des Klosters. Es zeigt den Tag des Gerichts mit einem Fluss aus Feuer und den auferstandenen Toten aus dem Meer. Prinz Mohammed ist einer der Ketzer. Es gibt Bilder mit den endzeitlichen Engeln in der Nähe des Dachs.
Das Kloster Moldovița ist im Besitz weiterer berühmter Fresken, wie der Belagerung von Konstantinopel und des Baumes von Jesse, der den Stammbaum Jesu zeigt.

## Geschichte
Das Kloster Moldovița wurde im Jahre 1532 von Fürst Petru Rareș, dem unehelichen Sohn von Ștefan cel Mare gegründet. Alexandru cel Bun (1400–1432) errichtete es an der Stelle einer ehemaligen alte Steinkirche. Die alte Kirche wurde im frühen 16. Jahrhundert aufgrund von Regenfällen und Erdrutschen zerstört.
Das Kloster ist im Stil der moldauischen gotischen Architektur gebaut, der gotische und byzantinische Elemente verbindet. Es ist ein rumänisch-orthodoxes Kloster.
Die Moldovița-Fresken wurden von Toma von Suceava im Jahre 1537 abgeschlossen. Die Bilder von Toma Suceava sind im italienischen Renaissance-Stil (mit humanisierten Zeichen).
Es zählt zum UNESCO-Weltkulturerbe. 

## Das Jüngste Gericht in der Kunst
Die Fresken in den Klöstern Nordmoldaviens heben sich durch ihre besondere Komplexität von den anderen Bereichen des ehemaligen Byzantinischen Reiches ab. Die moldauischen Werke waren zudem ein Vorbild für die Kunst des Berges Athos.
Das älteste Bild des Jüngsten Gerichts ist aus dem 7. Jahrhundert n. Chr. Es wird in der Christlichen Topographie des Cosmas Indicopleustes beschrieben, dessen Manuskript sich in der Vatikanischen Bibliothek befindet. Das erste bekannte Fresko des letzten Urteils 1075 befindet sich in der Kirche Sant’Angelo in Formis bei Neapel. Das älteste Mosaik zu diesem Thema befindet sich in Venedig, in der  Kirche Santa Maria Assunta in Torcello. Es stammt wahrscheinlich aus dem zwölften Jahrhundert.

## Galerie

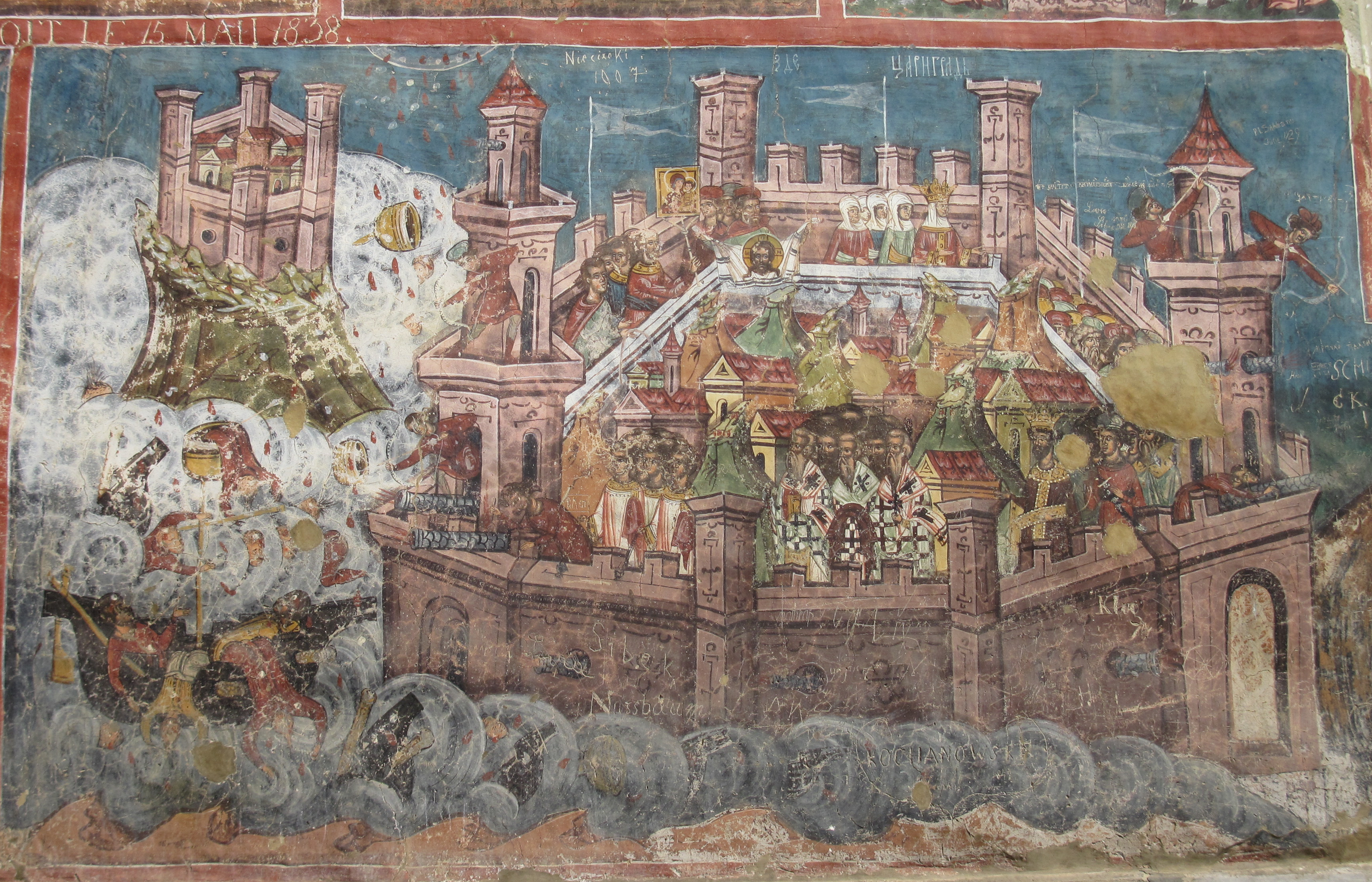
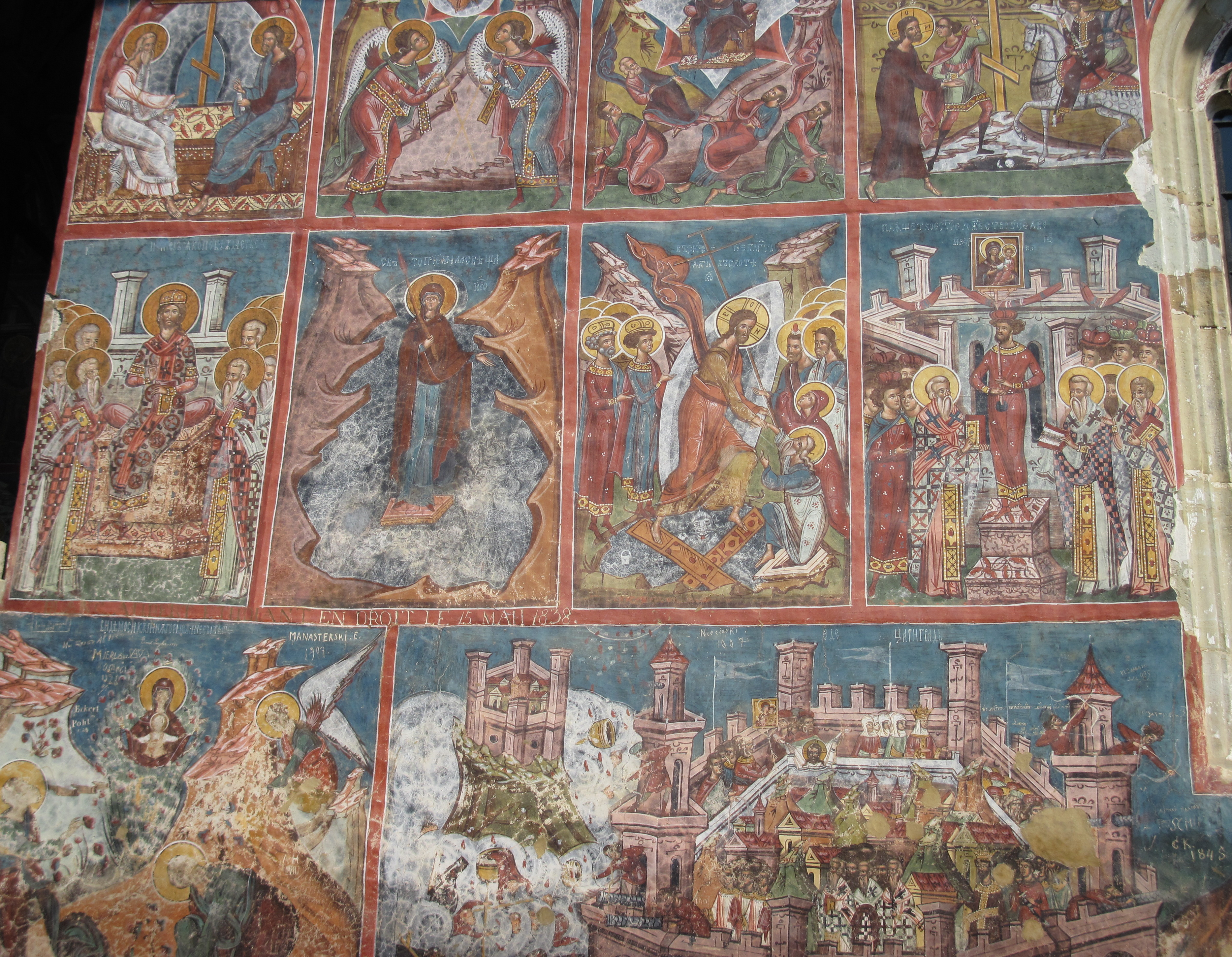
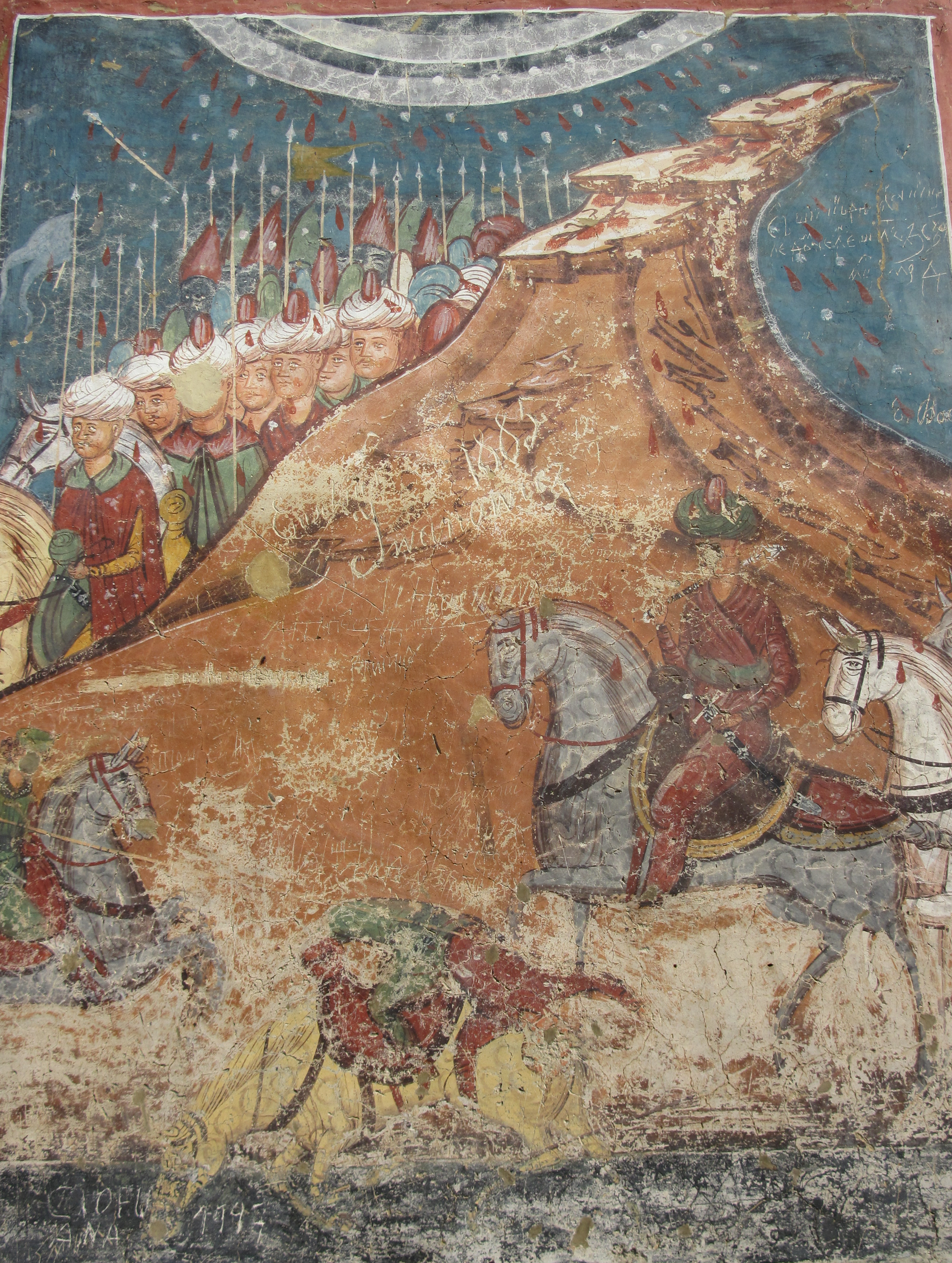
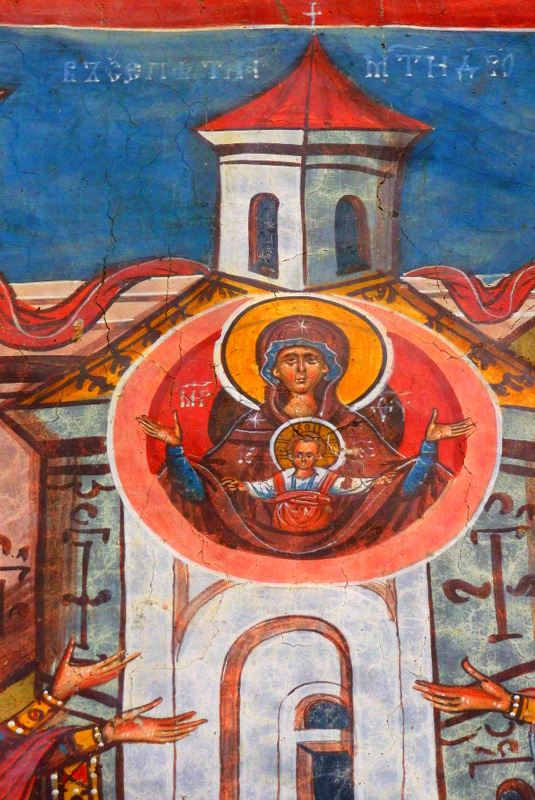
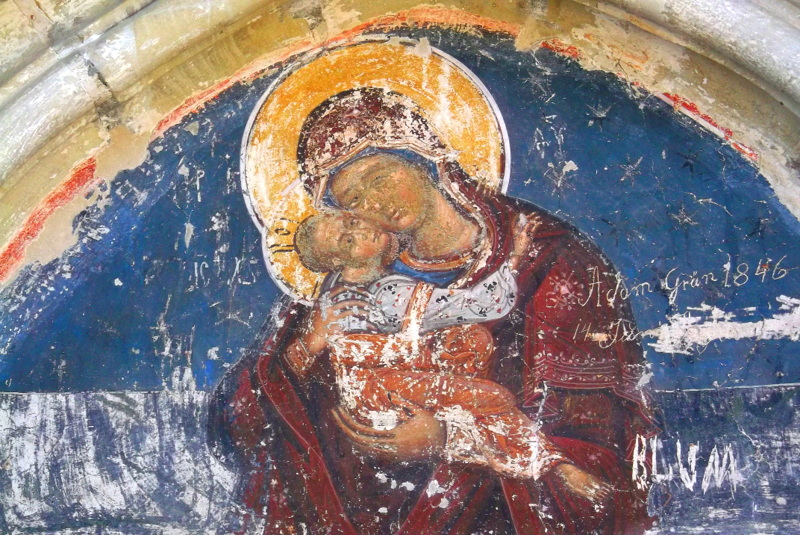
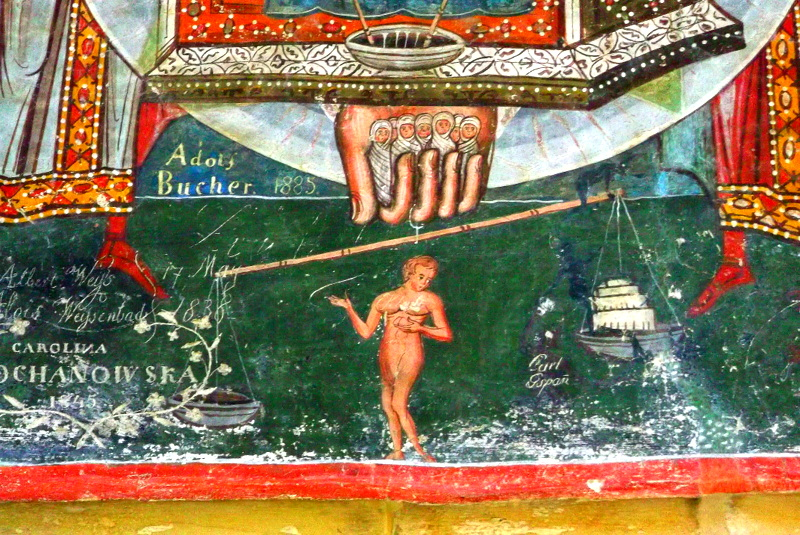